# Plagiosauridae
De Plagiosauridae zijn een clade (familie) van uitgestorven temnospondyle Batrachomorpha (basale 'amfibieën') van het Midden tot Laat-Trias. Resten van de groep worden het meest aangetroffen in niet-mariene aquatische afzettingsomgevingen uit Midden-Europa en Groenland, maar er zijn ook overblijfselen gevonden in Rusland, Scandinavië en mogelijk Thailand.

## Naamgeving
Othenio Abel benoemde in 1919 een familie Plagiosauridae.
Julia Beth McHugh definieerde in 2012 een klade Plagiosauridae als de groep bestaande uit Plagiosuchus pustuliferus en alle soorten nauwer verwant aan Plagiosuchus dan aan Batrachosuchus browni. Onder deze definitie zijn de Plagiosauridae het zustertaxon van de Brachyopoidea binnen de Latipalata.

## Materiaal
De meerderheid van de plagiosauride resten zijn van het geslacht Gerrothorax, die zijn teruggevonden in de Fleming Fjord-formatie van Jamesonland, Oost-Groenland en van vele plaatsen in Zuid-Duitsland. Al dit materiaal is momenteel toegewezen aan de enige soort G. pulcherrimus. Plagiosuchus-materiaal is ook zeer overvloedig, hoewel slecht bewaard gebleven en alleen in Duitsland gevonden. Aanvullend materiaal, inclusief het materiaal van alle andere plagiosauriden, is aanzienlijk meer fragmentarisch en minder overvloedig dan dat van Gerrothorax. Deze aanvullende materialen zijn voornamelijk afkomstig uit Duitsland en Rusland, met mogelijk ook materiaal uit Thailand en Brazilië.

## Beschrijving

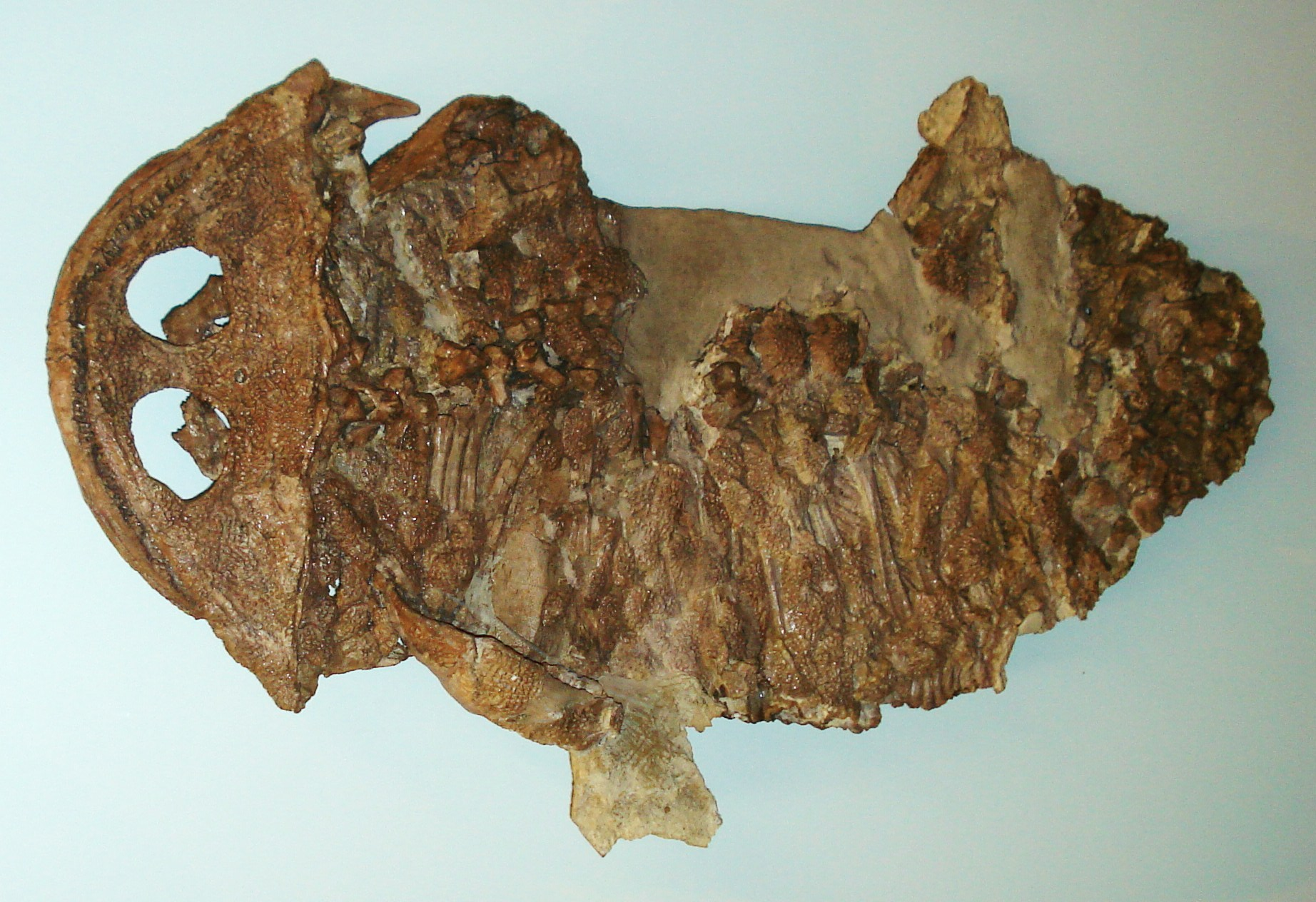
Gerrothorax is een typische plagiosauride

Verschillende synapomorfieën zijn vastgesteld, gedeelde nieuwe kenmerken. De voorste neusbeenderen zijn zijwaarts verbreed. Het traanbeen is beperkt tot de voorste rand van de oogkas. De achterrand van het voorhoofdsbeen reikt tot de achterrand van de oogkas. Er is geen beennaad tussen het prefrontale en het jukbeen. Op het punt tussen de oogkassen is de grootse diameter van de oogkas groter dan de helft van de breedte van de schedel. Er is een inham aanwezig op de slaap tussen het squamosum, het tabulare en het quadratojugale. Het quadratum is in bovenaanzicht zichtbaar. Er is een stekelvormige spina supraoccipitalis aanwezig op het bovenste achterhoofd. De achterste binnenste takken van de ploegschaarbeenderen ontmoeten elkaar op de middenlijn langs het dolkvormig uitsteeksel. Op de onderkaak ontbreekt achter het kaakgewricht een fossa depressori ofwel Arcadian groove, een dunne inkerving van het retroarticulair uitsteeksel. Bij sommige mogelijke leden is er een hoorn op het tabulare aanwezig in de vorm van een zeer klein driehoekig uitsteeksel.
Plagiosauriden worden voornamelijk gekenmerkt door de unieke structuur van hun schedels en het pantser dat hun romp bekleedt. De hoofden van deze dieren zijn kort en breed met een algemeen halfrond profiel en extreem grote oogkassen. De schedel en romp van deze organismen zijn over het algemeen in verschillende mate verticaal samengedrukt in leden van de clade om een algeheel afgeplat lichaamsplan te vormen. Sommige gearticuleerde, driedimensionale conservering van plagiosauriden geeft aan dat deze afvlakking een kenmerk was van de dieren bij leven en geen conserveringsartefact. De hoeveelheid verticale afplatting bij plagiosauriden varieert enigszins, met het meest basale lid Plagiosuchus slechts enigszins gecomprimeerd, terwijl meer afgeleide leden zoals Gerrothorax en Megalophthalma veel significanter afgeplat zijn. Hun schedel, zelfs verticaal samengedrukt, heeft dorsaal georiënteerde grote oogkassen en bevatte een batterij van kleine tanden die naar binnen gebogen waren. De rompen van deze dieren hebben verkorte ledematen ten opzichte van hun lichaamsgrootte en de ruggen waren over het algemeen bedekt met benige bepantsering die dichter is in de meer afgeleide leden van de clade.

## Ecologie

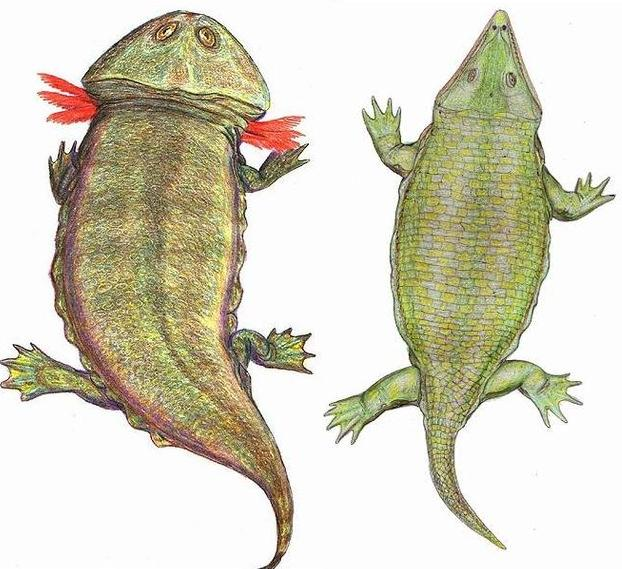
De ogen kunnen erg plat geweest zijn of juist erg klein

Plagiosauriden worden verondersteld een bijna volledig aquatische levensstijl te hebben gehad. Deze interpretatie komt grotendeels voort uit analyse van de overblijfselen van Gerrothorax, omdat exemplaren van dit geslacht zoveel overvloediger en beter bewaard zijn gebleven dan andere overblijfselen van plagiosauriden. Afgezien van het feit dat hun overblijfselen overwegend in aquatische omgevingen worden gevonden, wordt een aquatische levensstijl voornamelijk afgeleid van het bewijs dat de clade interne kieuwen bezat, gegeven de aanwezigheid van vertakte kieuwbogen die waren bekleed met slagaders. Bovendien zijn de ledematen van plagiosauriden kort in verhouding tot hun lichaamsgrootte en de grootte van hun schoudergordel. In combinatie met hun verticaal samengedrukte lichaamsplan, is een populaire interpretatie voor deze organismen dat ze op de bodem van zoetwatersystemen leefden en waterbewoners waren. Om een leven op de meerbodem te vergemakkelijken, hadden deze organismen een speciaal kaakgewricht, het atlanto-occipitale gewricht tussen nek en achterhoofd, dat het gemakkelijker maakt om de schedel op te tillen om de muil te openen in plaats van de onderkaak te laten zakken, zoals bij andere gewervelden met kaken het geval is. Daarom wordt aangenomen dat het dier plat op rivier- of meerbeddingen zou liggen, wachtend in een hinderlaag om prooien, zoals vissen, te vangen. Er is gesuggereerd dat ze een prooi vingen via zuigkracht door hun mond snel te openen, en vervolgens deze vast te klemmen met hun gebogen tanden. Dit wordt enigszins ondersteund door de zijdelingse verbreding van de schedel bij latere plagiosauriden zoals Gerrothorax en Plagiosternum in vergelijking met eerdere leden zoals Plagiosuchus. De verbreding van de schedel wordt geïnterpreteerd als een gemakkelijkere aanhechting van de spieren aan de achterkant van de schedel en het vergroten van het vermogen en de kracht gericht op het optillen van het hoofd.
De grote oogkassen van plagiosauriden zijn alleen uitgebreid geanalyseerd in een enkele studie die twee plausibele oogstructuren naar voren bracht. Volgens deze studie is het, vanwege hun ongelooflijk platte en verticaal samengedrukte schedels, onwaarschijnlijk dat de ogen de ruimte van de grote oogkassen van de groep daadwerkelijk vulden, omdat de ogen permanent zouden uitsteken in ten minste een deel van het verhemelte. Het is dus zeer aannemelijk dat, net als veel moderne amfibieën, de ogen van deze dieren in feite aanzienlijk kleiner waren dan de oogkas en meer naar de voorkant van de schedel waren gepositioneerd, hoewel er niet genoeg gegevens zijn om een definitief oordeel te vellen over hun exacte positie. Schoch et alii (2014) brachten ook de hypothese naar voren dat de groep grote, platte, lensloze ogen had, vergelijkbaar met een familie van in kloven levende beenvissen, de Ipnopidae. Met deze lensloze ogen konden plagiosauriden detecteren wanneer iets direct boven hen bewoog door een schaduw te veroorzaken in het licht dat door het netvlies wordt waargenomen. Hoewel deze methode niet bekend is van  moderne amfibieën, komt ze overeen met de geïnterpreteerde levensgewoonte van plagiosauriden en helpt ze de abnormaal platte ruimte te verklaren die beschikbaar is in de oogkassen van deze dieren.
Plagiosauriden vertegenwoordigen ook een interessant geval van extreme evolutionaire en morfologische stasis. De kenmerken van deze dieren veranderen ondanks veranderingen heel weinig door hun evolutionaire geschiedenis heen. Schoch en Witzmann analyseerden de collecties van Gerrothorax-materiaal en merkten op dat, ondanks dat het werd gevonden in meerdere omgevingen die ongeveer veertig miljoen jaar in beslag nemen, het algemene lichaamsplan van Gerrothorax relatief statisch was. Dit werd geïnterpreteerd als een relatief hoge mate van biologische flexibiliteit bij deze dieren, ondanks hun enigszins unieke ecologie.